# لی گلدهیل
لی گلدهیل (انگلیسی: Lee Gledhill؛ زادهٔ ۷ نوامبر ۱۹۸۰) بازیکن فوتبال اهل بریتانیا است.
از باشگاه‌هایی که در آن بازی کرده‌است می‌توان به باشگاه فوتبال متروپولیتان پلیس، باشگاه فوتبال هارلو تاون، باشگاه فوتبال ولینگ یونایتد، باشگاه فوتبال ابسفلیت یونایتد، باشگاه فوتبال فوکستون اینویکتا، باشگاه فوتبال بارنت، باشگاه فوتبال مایدستون یونایتد، باشگاه فوتبال اریث و بلودر، و باشگاه فوتبال سنت آلبنز سیتی اشاره کرد.